# Pilot Mountain
Pilot Mountain – miasto w Stanach Zjednoczonych, w stanie Karolina Północna, w hrabstwie Surry.